# Голограма

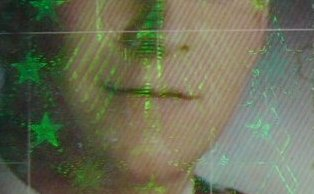
Приклад голограми

Гологра́ма — зареєстрована у голографії на фотопластинці інтерференційна картина, яку утворюють два когерентні пучки світла: один іде від джерела (опорний пучок), другий віддзеркалюється від об'єкта, освітленого тим же джерелом (предметний пучок).
Джерелом когерентного світла є лазер. Для відновлення зображення предмета за допомогою голограми її висвітлюють тим же опорним пучком, що був використаний для одержання голограми.

## Про голограми
Застосування оптичних захисних елементів (голограм) вважається спеціалістами як ефективний і надійний захист від підробок. Оптичні елементи захисту розміщені на дифракційно-оптичних структурах, які знаходяться в шарі фольги. При відповідному рівні виготовлення голограм підробити чи скопіювати ці елементи практично неможливо.
Для виготовлення голограми застосовують цілий ряд дуже складних і точних процесів, зокрема, лазерну інтерфераційну фотореєстрацію об'єкта, Фур'є-кодування, комп'ютерний синтез, растровий запис. На одну голограму можна записати десятки зображень, створити тривимірні зображення зі стереоскопічними і об'ємними ефектами, цілим рядом ефектів руху і інтенсивними кольорами райдуги, які є складовими частинами білого кольору. Залежно від освітлення ми бачимо різні орнаменти, кольори і зображення. Комплексна структура і безмежні можливості використання голографії — утворюють надійний захист від підробок.
Технологія виготовлення голографічних знаків захисту на замовлення клієнта вимагає значних затрат часу і коштів. Таке виробництво розраховано на великі тиражі. Спеціалістами старанно добирається комплекс операцій і послідовність їх виконання, особливо для захисту. Можна застосовувати на вибір фольгу для гарячого тиснення і наклейки з безкінечними або окремими зображеннями. Зображення стандартної програми спеціально підбирають для тих галузей, в яких спостерігається завдяки своєму вигляду вони перетворюють ознаки захисту в товарний знак і стають невіддільною складовою частиною інформації про продукт.

Голографічна фольга для гарячого тиснення складається з поліестерової основи, на яку нанесені різні шари лаку, а також клейового ґрунту. В процесі гарячого тиснення шар, який відділяється, активізується внаслідок нагріву і тиску. При цьому проходить міцне з'єднання лакового пакета з основою з полімерних матеріалів, паперу або термопаперу.

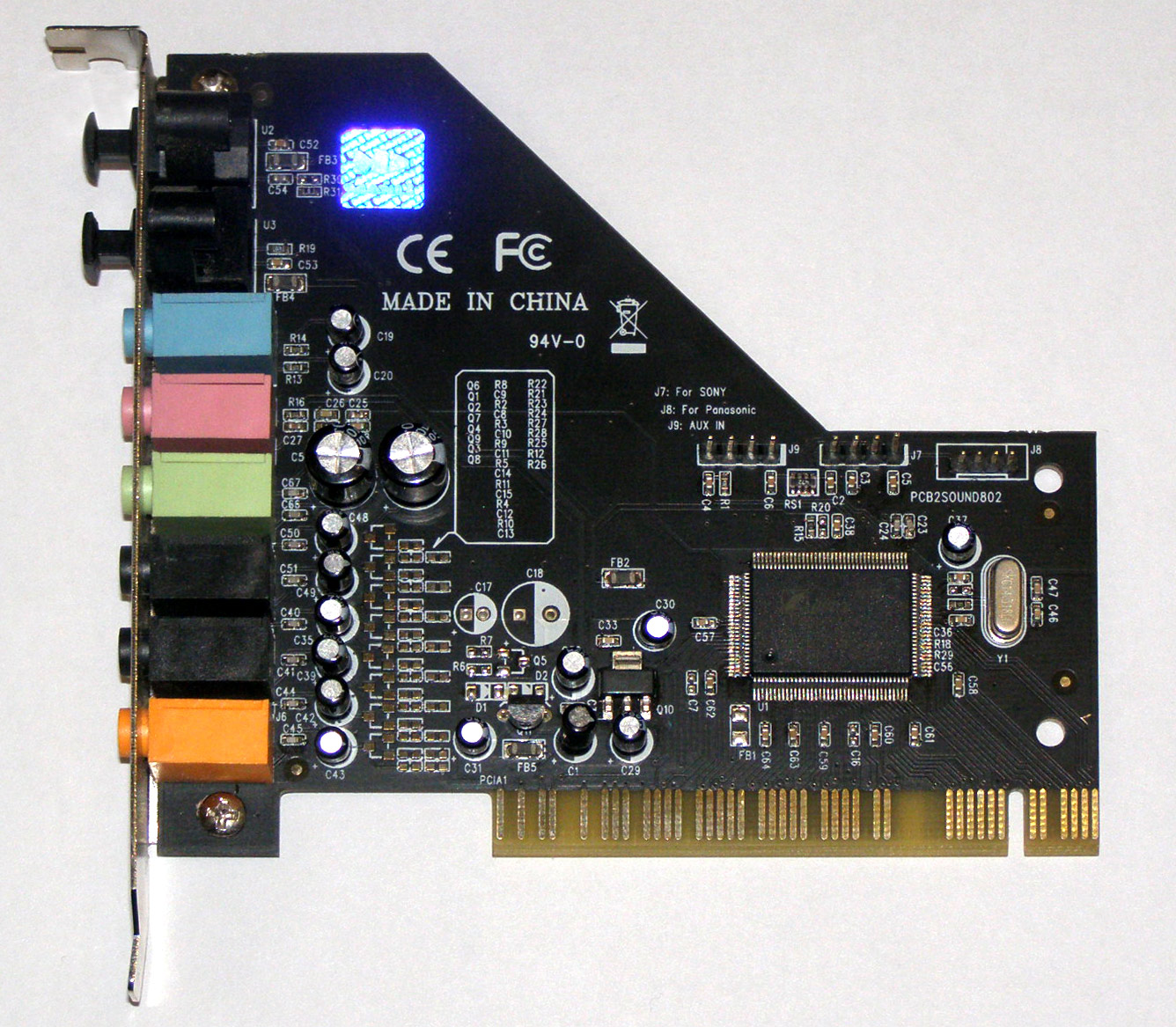
Звукова плата C-media з маленькою прямокутною голограмою

Голографічна етикетка являє собою самоклейку, штамповану етикетку з голографічною структурою, яка при спробі її змістити або зняти, руйнується. Носієм служить силіконовий папір. Голографічні етикетки можна наносити вручну або з використанням машини. Підбір конкретної технології перенесення залежить від обладнання і основи, яку використовують. Поліестерова основа знімається пристроєм змотування плівки.

## Типи голограм

### Тип А. Тривимірні голограми
Фотореєстрація проводиться з реальних тривимірних моделей. Вони характеризуються тривимірністю, але для них необхідне сильне джерело світла, тому що, чим глибший об'єкт, тим сильнішим повинно бути джерело світла для вільного розпізнання. Відображення моделі завжди проводиться у співвідношенні 1:1.

### Тип В. Двовимірна голограма
Базується на двовимірній графіці, яка містить всю інформацію в одній площині зображення.

### Тип С. Двовимірна/тривимірна голограма
Базується на 2-х або 3-х наборах двовимірної графіки, яка знімається у вільно вибраній площині. Якщо на двовимірній голограмі вся інформація розміщена в одній площині, то дво/тривимірна голограма складається з двох або більше площин зображення, які створюють ефект перспективи (паралакс).
Завдяки чіткості контурів зображення і фарбам, які світяться, що з'являються в різних умовах освітлення, їх використовують найчастіше.

### Тип D. Цифрове зображення
Використовують створені на комп'ютері динамічні компоненти рисунка, які розміщуються в одній площині зображення і відтворюються в формі растрових крапок. При цьому можна визначити розподіл кольорів і ефекти руху.
Технологія, створена канадською компанією AHRT Media, за допомогою голографічного зображення дозволяє доповідачу нести зерно знань у режимі реального часу. Трансляція ведеться зі спеціально облаштованої студії. Зображення проєктується на скло екрана, а ілюзія об'єму створюється за допомогою фону. Завдяки монітору високої чіткості та камерам оратор може бачити реакцію аудиторії. Аудіозв'язок дозволяє відповідати на питання та ставити їх. Технологія вже пройшла бойове хрещення у стінах Імперського коледжу. Оратори, що фізично перебували у Нью-Йорку та Лос-Анджелесі

### Тип Е. Геліограми
Базуються на лінійній графіці на одному рівні і є дуже чіткими і виразними, навіть при розсіяному світлі. Комбінація графічних елементів з ефектом руху дають дуже високу чіткість.
При цьому необхідно врахувати наступне:
- графічна комп'ютерна інформація може перетворюватися на голографічному процесі в одноколірну або багатоколірну. Залежно від кута зору видно тільки певні кольори, які змінюються залежно від кута зору при розгляді голограм. Якщо розглядати голограму при направленому освітленні, то її кольори і краї стають світлими і чіткими. При розгляді голограми при звичайному освітленні контраст кольорів втрачається. Такий ефект спостерігається і при розгляді зображень у світлі:
- при використанні комп'ютерної графіки найбільший ефект досягається внаслідок використання максимум трьох кольорів на передньому плані. Застосування одного або двох кольорів на задньому плані забезпечує високоякісний результат.
- важливі види голограм повинні, як правило, містити на передньому плані певну інформацію (наприклад, логотип фірми), оскільки її добре видно при будь-якому освітленні. Графічні рисунки і об'єкти заднього плану добре видно при направленому освітленні, однак при розсіяному освітленні їх чіткість зменшується.

Крім вищенаведених типів голограм, при виготовленні може застосовуватись цілий ряд компонентів, призначених для підвищення ступеня захисту і зорової привабливості голограм, дзеркальне відображення, сепарація кольорів, окантовка, мікротекст, таємна інформація. Голографія є практично ідеальним способом захисту цінних паперів. Контроль цінних паперів є візуальним і при цьому абсолютно недосвідчена людина в стані розпізнати наявність голографічних елементів. Виготовлення підробок є не тільки складним, але і економічно невигідним.
Для захисту та збереження інформації використовують також голографічномагнітну фольгу. Ця фольга об'єднує зберігання інформації з голографічним зразком і робить придатною для машинного зчитування магнітну плівку гарячого тиснення.
Дана розробка має дві переваги:
- голографічний магнетизм надійно захищає інформацію на магнітній смузі від випадкового доступу і недозволеного зчитування;
- кожен носій інформації, окрім магнітної реєстрації коду, додатково отримує індивідуальну оптичну сигнатуру, яка забезпечує оптимальний захист від підробок.

Голографічний магнетизм захищає і покращує зовнішній вигляд будь-яких документів. Для запису та збереження інформації використовують магнітну фольгу фірми KURZ для гарячого тиснення, яка знаходить застосування при:
- тисненні на кредитних картках, квитках та банківських документах;
- тисненні магнітних смуг на окремих картках з використанням системи автоматичного розмотування фольги;
- перенесенні аплікації з фольги для багатосмугового нанесення або ламінованої магнітної фольги на поліхлорвінілову основу;
- нанесенні аплікацій на паперові квитки за допомогою методу гарячого тиснення або приклеювання фольги.